# Giovanni Amendola
Giovanni Amendola (Nápoles, 15 de abril de 1882 - Cannes, 7 de abril de 1926) fue un periodista y político italiano, que destacó por su oposición al fascismo.

## Biografía
Nació en Nápoles de Pietro Amendola, procedente de Sarno, y Adelaide Bianchi. A los dos años de edad, se mudó con su familia a Florencia y posteriormente a Roma.
Tras obtener una licenciatura en filosofía, colaboró en algunos periódicos, entre los que destacan Il Leonardo de Giovanni Papini y La Voce de Giuseppe Prezzolini. Posteriormente, obtuvo la cátedra de Filosofía teórica en la Universidad de Pisa.
Fue elegido tres veces representante por la circunscripción de Salerno en la Cámara de Diputados de Italia. En la década de 1910, apoyó el movimiento liberal italiano, aunque estaba totalmente en contra de la ideología de Giovanni Giolitti. Durante la Primera Guerra Mundial adoptó una posición democrática irredentismo y, al final de la guerra, fue nombrado ministro de ultramar del gobierno de Francesco Saverio Nitti.

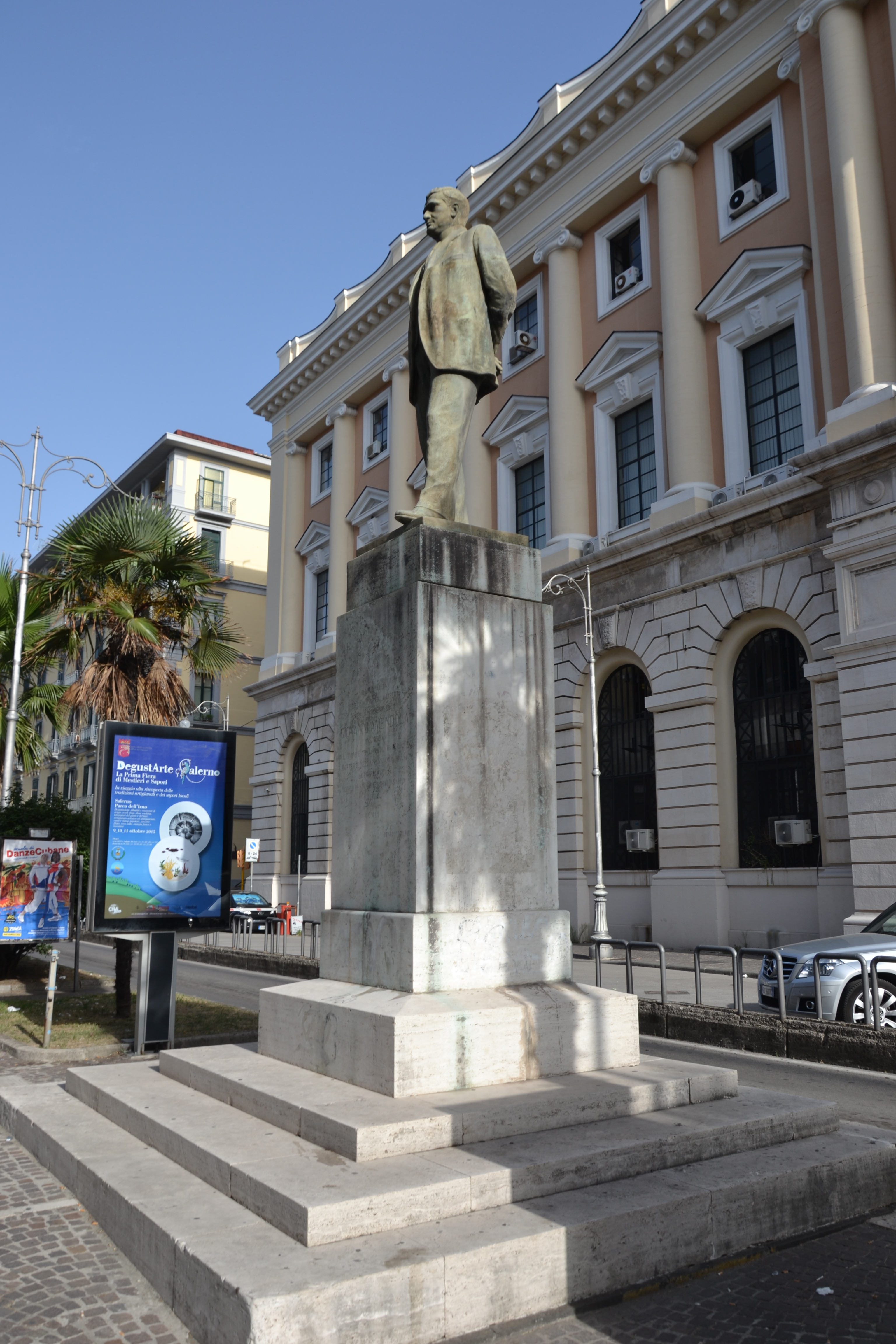
Estatua de Giovanni Amendola en Salerno

Su posición crítica frente al extremismo de derechas le costó una serie de intimidaciones y agresiones por parte de sicarios fascistas. En 1924 se negó a adherirse a la Lista Nazionale, lista electoral creada por Mussolini, y trató de alcanzar la presidencia del gobierno italiano, encabezando una coalición liberal que se presentó a las elecciones. Fue derrotado, pero continuó la lucha escribiendo columnas para Il Mondo, un nuevo diario que fundó junto a otros intelectuales.
Amendola es probablemente más famoso por la publicación en uno de sus periódicos del «testimonio Rossi», durante el apogeo de la «crisis Matteotti», el 27 de diciembre de 1924. El documento implicaba directamente a Mussolini en el asesinato de Giacomo Matteotti, el líder del Partido Socialista Italiano, el 10 de junio de 1924, así como la declaración de que el líder fascista estaba detrás del régimen de terror que condujo a las elecciones generales de 1924, celebradas el seis de abril.
Amendola fue, junto con el diputado del Partido Socialista Unitario, Giacomo Matteotti, y el popular sacerdote Giovanni Minzoni, una de las primeras víctimas del régimen fascista. Murió en Cannes posiblemente a consecuencia de una violenta paliza que le propinaron los camisas negras, aunque la muerte fue causada -oficialmente- por cáncer.
Contrajo matrimonio con Eva Kuhn, tuvieron un hijo, Giorgio Amendola, que fue un importante escritor y político comunista.

## Publicaciones
- «Il convegno nazionalista», La Voce, 1 de diciembre de 1910;
- In difesa dell'Italia liberale - Scritti e discorsi politici (1910-1925);
- La crisi dello stato liberale - Scritti politici dalla guerra di Libia all'opposizione al fascismo (1974);
- L'Aventino contro il fascismo. Scritti politici (1924-1926)(1976).